# Implication biélorusse dans l'invasion russe de l'Ukraine

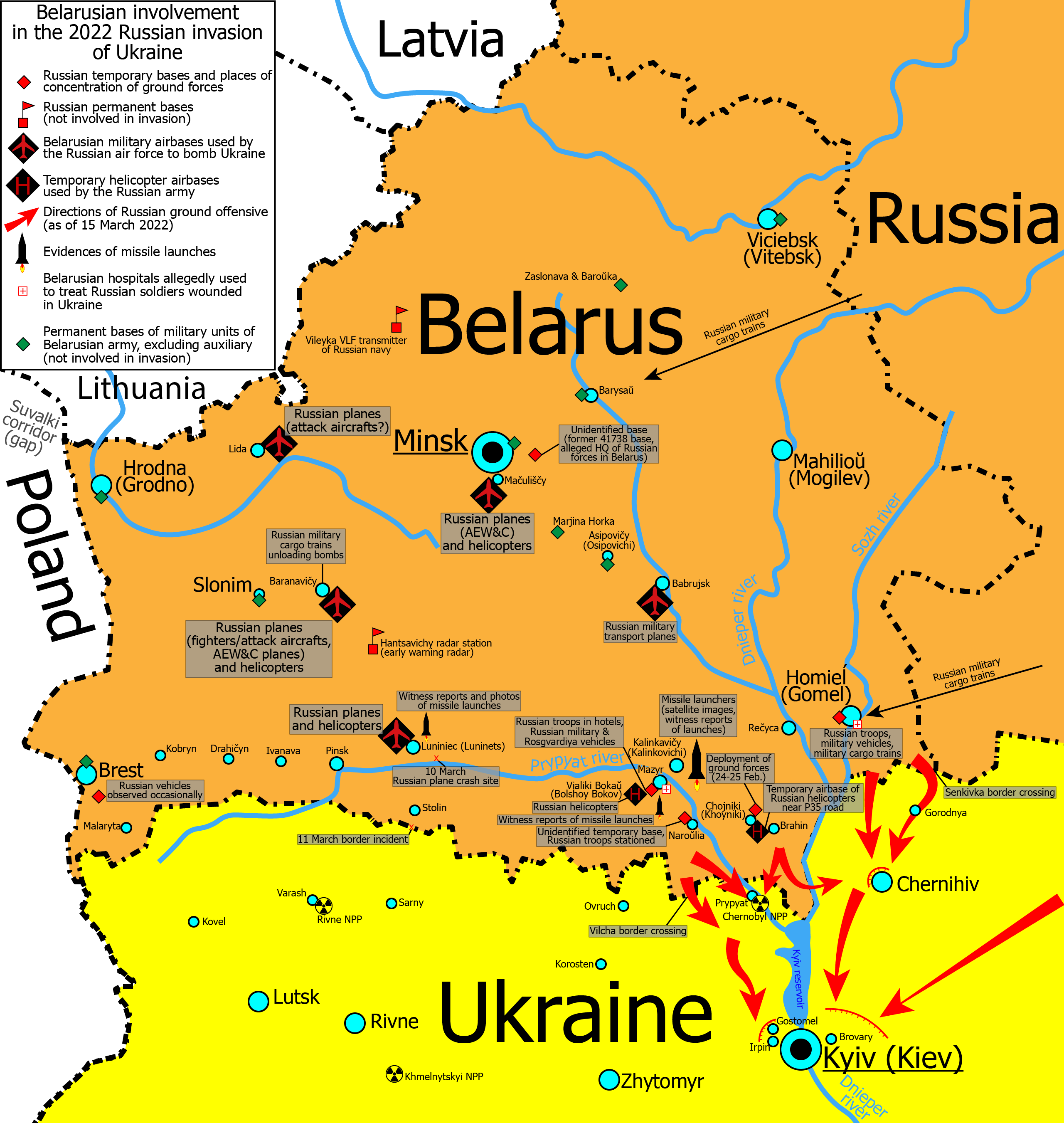
Carte des activités militaires russes en Biélorussie lors de l'invasion russe de l'Ukraine en 2022 (au 15 mars 2022).

La Biélorussie, proche alliée de la Russie, soutient son voisin oriental lors de l'invasion russe de l'Ukraine depuis 2022. Avant le début de la guerre, la Biélorussie autorise les forces armées russes à effectuer des exercices militaires de plusieurs semaines sur son territoire, que les Russes n'ont pas quitté après la fin de ceux-ci. Le pays autorise le Kremlin à y lancer l'invasion, qui débute le 24 février, traversant la frontière entre la Biélorussie et l'Ukraine en masse afin de se rapprocher au plus près de la capitale ukrainienne, Kiev.
La Biélorussie nie d'abord son implication dans le conflit, avant d’admettre avoir autorisé les lanceurs de missiles russes stationnés sur son territoire à tirer sur des cibles ukrainiennes. Plusieurs rapports émergent dans les médias d'opposition biélorusses et parmi l'armée ukrainienne selon lesquels des troupes biélorusses combattent sur le sol ukrainien avec des Russes. Ces informations sont réfutées par le dirigeant biélorusse Alexandre Loukachenko, qui déclare que les forces armées biélorusses ne participeront pas directement au conflit.
L'implication de la Biélorussie est condamnée dans les pays occidentaux, l'Union européenne, les États-Unis et le Japon, qui imposent des sanctions contre la Biélorussie. Selon Chatham House, la participation de la Biélorussie au conflit militaire est impopulaire parmi la population générale ; des manifestations ont lieu le 27 février, jour du référendum constitutionnel, demandant la révocation du statut de pays non nucléaire de la Biélorussie, mais sont rapidement dispersées. Plusieurs pirates informatiques affiliés à l'armée ukrainienne ou à Anonymous ciblent des agences gouvernementales biélorusses ainsi que les infrastructures critiques du pays.
Au début de l'invasion, la Biélorussie était également impliquée dans des initiatives de paix, organisant des pourparlers russo-ukrainiens à sa frontière. Cependant, malgré quelques accords préliminaires, les pourparlers n'ont pas abouti à un cessez-le-feu durable.

## Contexte

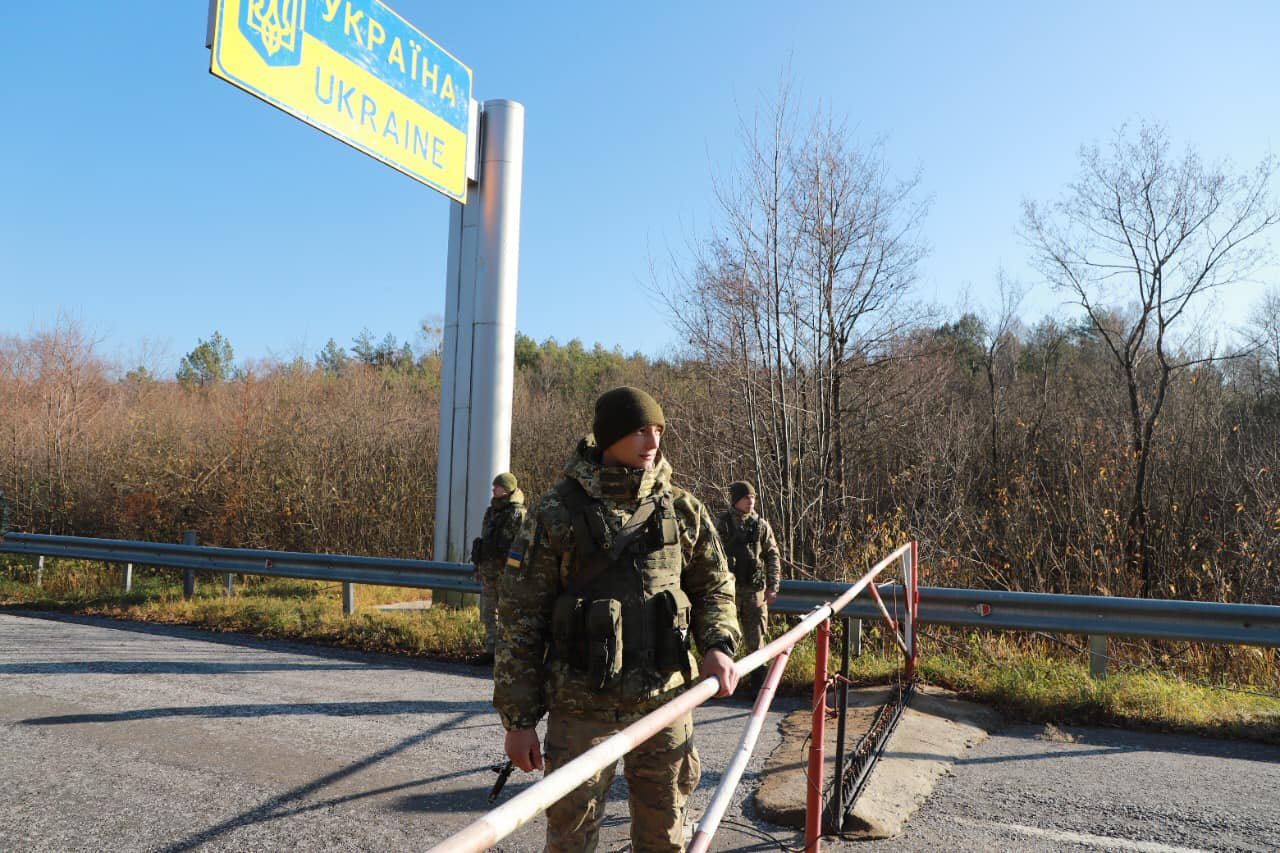
Garde-frontières ukrainiens à la frontière internationale avec la Biélorussie en décembre 2021.

La Biélorussie est située au nord de l'Ukraine, avec laquelle elle partage 1 084 kilomètres de frontière. Sa proximité avec la capitale ukrainienne Kiev est considérée comme une valeur stratégique majeure. Les deux États modernes sont créés au lendemain de la révolution d'Octobre en 1917 sous la forme de la République démocratique biélorusse et de la République populaire ukrainienne, qui évolueront ensuite en république socialiste soviétique de Biélorussie et d'Ukraine en 1919, avant de s'unir à la Russie soviétique pour former l'Union soviétique en 1922. Les frontières actuelles sont établies après la Seconde Guerre mondiale lorsque l'Union soviétique acquiert des parties occidentales de la Pologne et de la Hongrie de l'entre-deux-guerres (respectivement en Ukraine et en Biélorussie actuelles) et resteront inchangées après l'indépendance des deux pays en 1991 lors de la dislocation de l'URSS.
Il n'est notable que le 7 octobre 2002 fut fondée l'Organisation du traité de sécurité collective (OTSC) (russe : Организация Договора о коллективной безопасности (ОДКБ)) ;  une organisation à vocation politico-militaire. Elle regroupe l'Arménie, le Kazakhstan, le Kirghizistan, la Tadjikistan, la Russie et la Biélorussie.
En janvier et février 2022, des troupes russes entrent en Biélorussie afin de participer à des exercices militaires. Le 16 février, le ministre des Affaires étrangères biélorusse Vladimir Makeï affirme que les soldats russes quitteront la Biélorussie après la fin de l'entraînement, déclaration contredite par la suite par le ministère de la Défense, affirmant qu'ils demeureront dans le pays « pour une durée indéterminée ». Le nombre de soldats russes déployés en Biélorussie est estimé à environ 30 000. De plus, la Biélorussie pourrait héberger des armes nucléaires russes.
L'ancienne version de la Constitution du Bélarus exige que le pays demeure neutre. La Biélorussie organise donc un référendum constitutionnel le 27 février, qui est déclaré adopté avec 65 % de soutien. Parmi les changements, la Biélorussie révoque son statut de territoire dénucléarisé. Loukachenko précise plus tard qu'il demandera à la Russie d'apporter des armes nucléaires si l'OTAN en déploie en Pologne ou en Lituanie, ses voisins occidentaux.

## Invasion russe
Dans les jours précédant l'invasion, la Russie et la Biélorussie effectuent manœuvres militaires conjointes sur le sol de cette dernière. Le 20 février, date de la fin prévue des manœuvres commencées le 10, la Biélorussie annonce qu'elles se poursuivent « compte tenu de la hausse de l'activité militaire près des frontières ».
Au début du conflit militaire, la Biélorussie prête son territoire aux Russes pour leur attaque,,,, mais ne semble pas avoir déployé ses propres soldats dans le conflit. Le jour de l'invasion, le service national des garde-frontières d'Ukraine signale que des troupes russes tentent de franchir la frontière entre la Biélorussie et l'Ukraine au poste frontière de Vilcha et qu'un hélicoptère sans marque d'identification attaque un pont près de Slavoutytch. CNN publie une vidéo montrant des chars entrant en Ukraine par le poste-frontière de Senkivka, sur le tripoint avec la Russie. Ce jour-là également, Tchernobyl et l'ancienne centrale nucléaire voisine sont saisis par les troupes russes après leur entrée en Ukraine depuis la Biélorussie via la zone d'exclusion inhabitée de Tchernobyl.
La Biélorussie autorise également des équipements militaires à tirer depuis son territoire vers son voisin du sud, ou à traverser sa frontière vers le sud. Déjà le 24 février, le commandant en chef ukrainien signale le lancement de quatre missiles balistiques depuis la Biélorussie vers le sud-ouest. Deux jours plus tard, Maxar Technologies publie des images satellite montrant 150 hélicoptères et des centaines de véhicules terrestres stationnés près de Khoyniki, à quelque 50 km de la frontière ukrainienne, avec 90 hélicoptères utilisant une route rectiligne locale comme base aérienne temporaire. Les médias biélorusses et les chaînes Telegram diffusent également de nombreuses vidéos et photos montrant le mouvement de véhicules blindés et d'hélicoptères russes dans le sud de la Biélorussie,,. Trois jours plus tard, le Centre ukrainien de communication stratégique signale que l'aéroport de Jytomyr a été bombardé par les missiles lancés depuis le territoire de la Biélorussie. Le 8 mars, ImageSat International publié des images satellites de trois lanceurs de missiles (éventuellement russes 9K720 Iskander) sur le terrain près de Kalinkavitchy (sud-est de la Biélorussie), et de nouveaux avions russes (A-50 ou A-100) et des hélicoptères lourds Mi-26 à la base aérienne de Baranavitchy,.
À partir du 24 février, la Russie envahit le nord de l'Ukraine à partir du territoire biélorusse. Celui-ci est aussi utilisé comme base de lancement de missiles. Le soutien logistique biélorusse à l'invasion est perturbé par des sabotages du réseau ferré. En février et mars, les Occidentaux et l'Ukraine jugent possible une intervention directe des troupes biélorusses. Malgré la dépendance du régime envers la Russie, qui a a soutenu le président Alexandre Loukachenko contre les manifestations de 2020-2021, tant la société que les élites biélorusses sont réticentes à entrer en guerre. Du 29 mars au 2 avril, les forces russes qui occupaient la région de Kiev se replient vers la Biélorussie.
Finalement, des rapports sur les troupes biélorusses en Ukraine commencent à apparaître. Le 25 février, les médias ukrainiens publient une vidéo montrant un prisonnier de guerre russe affirmant être entré en Ukraine via la région d'Homiel en Biélorussie, l'armée biélorusse ne l'ayant pas arrêté.
Dans les premiers jours de l'invasion, l'Ukraine et les Occidentaux mettent en garde contre une possible participation directe de la Biélorussie. Le 27 février, un responsable américain déclare que la Biélorussie se prépare à envoyer ses propres soldats en Ukraine pour soutenir l'invasion russe, malgré les accords conclus antérieurement avec l'Ukraine. Le 28, The Kyiv Independent relaie un rapport anonyme de journalistes d'opposition biélorusses selon lesquels des parachutistes biélorusses devaient être déployés, probablement dans les régions de Kiev ou de Jytomyr.
Le 28 février, selon le média d'opposition biélorusse Charter 97, certains soldats biélorusses figurent parmi les soldats d'invasion blessés et tués en Ukraine, citant des sources anonymes biélorusses et ukrainiennes. Un haut responsable militaire ukrainien déclare plus tard au radiodiffuseur public Suspilne que des soldats biélorusses ont été repérés sur le terrain dans l'oblast de Tchernihiv depuis le 27 février et qu'ils se déplacent de Horodnia vers Tchernihiv, la capitale de la région la plus septentrionale de l'Ukraine; cependant, le bureau du Président ne peut confirmer ces rapports. Le 6 mars, selon un conseiller présidentiel ukrainien, Oleksi Arestovitch, l'armée biélorusse n'a pas participé à l'invasion jusqu'à présent, affirmant qu'il s'agit de tentatives russes pour l'impliquer dans des opérations militaires. Il n'y a pas eu de confirmation indépendante.
Les soldats russes blessés en Ukraine seraient soignés par des médecins biélorusses et russes à Homiel et dans d'autres villes de la région,,. Des soldats russes tués en Ukraine seraient placés dans des morgues de la région de Homiel. Le 13 mars, les médias ukrainiens rapportent que le traitement des soldats russes blessés dans les hôpitaux biélorusses ont entraîné l'épuisement de toutes les réserves de sang constituées à cet effet, et les médecins commençant à utiliser les réserves de sang pour la population civile du Bélarus. Les Biélorusses auraient été encouragés à donner leur sang,.
Le 1er mars, le Parlement ukrainien déclare que les forces armées biélorusses ont rejoint l'invasion russe et sont entrées dans l'oblast de Tchernihiv, au nord-est de la capitale. Ces affirmations sont démenties par les États-Unis, pour qui rien n'indique que la Biélorussie participe à l'invasion,. Quelques heures plus tôt, le président biélorusse Alexandre Loukachenko avait déclaré que la Biélorussie ne rejoindrait pas la guerre et avait affirmé que les troupes russes n'attaquaient pas l'Ukraine depuis le territoire biélorusse. En revanche, il avait pris la décision de déployer des hélicoptères et des avions militaires au sud du pays, à la frontière partagée entre la Biélorussie et l'Ukraine, pour éviter une possible attaque par l'OTAN dans cette zone. Pour cette même raison, il avait évoqué un possible déploiement à la frontière entre la Biélorussie et la Pologne. L'UNIAN (« Agence indépendante d'information ukrainienne ») signale qu'une colonne de 33 véhicules militaires est entrée dans la région de Tchernihiv, sans que les Occidentaux ni la Biélorussie ne le confirment.
Selon la chaîne d'information Charte 97, rapportant les 5 et 6 mars 2022, la plupart des soldats biélorusses de rang inférieur sont opposés à la participation à l'invasion de l'Ukraine. D'après Charte 97 et sa rédactrice en chef, Natalya Radina, des officiers biélorusses signalent à leurs supérieurs qu'ils risquent une mutinerie ou une reddition massive s'ils déploient leurs unités en Ukraine,.
Le 10 mars, le secrétaire du Conseil de la sécurité nationale et de la défense d'Ukraine, Oleksiy Danilov, affirme que l'invasion depuis la Biélorussie est un « coup de poignard », contrairement aux autres directions d'invasion russe prévues.
Le 10 mars, deux camionneurs biélorusses sont tués ou mortellement blessés à Korosten, dans le nord de l'Ukraine, lors d'un bombardement aérien (les avions étaient vraisemblablement basés en Biélorussie). Le même jour, un avion russe non identifié s'est écrasé près de la base aérienne de Louninets en Biélorussie (les pilotes se sont éjectés avec succès). Le média ukrainien Obozrevatel affirme que l'avion avait été abattu au-dessus de l'Ukraine et n'avait pas réussi à atteindre la base aérienne en Biélorussie.
Le 11 mars, des responsables ukrainiens accusent la Russie d'avoir mené des frappes aériennes sur des colonies biélorusses depuis l'espace aérien ukrainien dans le but de forcer plus directement la Biélorussie à participer aux hostilités. Selon les services de renseignement de l'OTAN, des avions à réaction russes ont vraisemblablement décollé de bases aériennes biélorusses, pour ensuite entrer en Ukraine depuis l'espace aérien biélorusse. Le pays serait utilisé comme « tremplin » pour les attaques aériennes dans le nord de l'Ukraine indique CNN.
Le 17 mars, les enquêteurs open source MotolkoHelp affirment que davantage de missiles russes Iskander sont déployés sur la base aérienne de Machoulishchy et que des systèmes de défense aérienne sont observés sur le territoire de la Biélorussie, tels que des Pantsir S-1 dans la région de Minsk et près de la ville de Mazyr et des S-400 à Baranavitchy. Selon MotolkoHelp, les soldats biélorusses ont reçu l'ordre de faire le « sale boulot » pour les forces russes, comme réparer le matériel endommagé et nettoyer les véhicules de la saleté et des restes humains.
À plusieurs reprises, des responsables de l'OTAN, des États-Unis et/ou de l'Ukraine ont émis des avertissements selon lesquels la Biélorussie pourrait entrer en guerre de manière imminente pour assister la Russie, notamment après les accusations du 11 mars portant sur une attaque sous fausse bannière initiée par la Russie contre des colonies frontalières biélorusses,,. Le 22 mars, selon un « haut responsable du renseignement de l'OTAN », la Biélorussie « prépare l'environnement pour justifier une offensive biélorusse contre l'Ukraine », bien que la décision de rejoindre la guerre n'ait pas encore été prise.
Les soldats russes retournés en Biélorussie après leur retraite du nord de l'Ukraine ont tenté de vendre les biens pillés ou de les envoyer en Russie. Le 2 avril 2022, selon les services de renseignement ukrainien, des soldats russes ont organisé un « bazar » à Naroulia afin d'y vendre des machines à laver, réfrigérateurs, voitures, vélos, vaisselle, tapis, objets d'art, bijoux, jouets, cosmétiques. Le 4 avril, des journalistes biélorusses publient une séquence de 3 heures montrant des soldats russes rédiger des documents pour l'envoi de nombreuses marchandises dans un service postal à Mazyr (l'un d'eux portait l'insigne de la 56e brigade d'assaut aérien de la Garde). Certains ont également tenté de vendre les biens volés aux Biélorusses via Internet.
Le 4 mai, la Biélorussie lance un exercice militaire surprise. L'Ukraine soupçonne l'ouverture d'un nouveau front,.
Le 10 octobre 2022, le président de la Biélorussie Alexandre Loukachenko annonce la mise en place d'un « groupement militaire commun avec Moscou » et son utilisation contre l'Ukraine en raison des tensions actuelles.
Le lendemain, le ministre de la Défense biélorusse, Victor Khrenine (ru) indique concernant le « groupement militaire commun avec Moscou » que « les objectifs du groupement régional sont purement défensifs. Et toutes les opérations, menées actuellement, visent à adopter une réaction adéquate aux actions menées près de notre frontière ». Toutefois, le service de renseignement ukrainien indique que les Russes transfèrent un grand nombre de drones kamikazes Shahed-136 en Biélorussie.

Le 14 octobre 2022, la Biélorussie introduit un régime d'« opération antiterroriste » en raison de la « menace des pays voisins », et sur ordre d'Alexandre Loukachenko, ils mènent une mobilisation secrète.

Le 18 octobre 2022, le ministre biélorusse de la Défense, indique qu'environ « 9 000 soldats russes doivent arriver en Biélorussie avec 170 chars environ, 200 autres véhicules blindés et jusqu'à 100 armes et mortiers de calibre supérieur à 100 mm et que l'ensemble sera envoyé sur quatre terrains d'entraînement dans l'est et dans le centre du Bélarus ».

Le 21 octobre, Loukachenko, le président de la Biélorussie, alliée de Moscou indique « Aujourd’hui, nous n'avons l'intention d’aller nulle part. Il n'y a pas de guerre à ce stade. On n'en a pas besoin ».

## Complicité légale
Des juristes estiment qu'en aidant l'invasion russe, la Biélorussie est complice de l'opération militaire en violant l'interdiction internationale contre « la menace ou l'usage de la force contre l'intégrité territoriale ou l'indépendance politique de tout État » de la charte des Nations unies, chapitre 1, article 2(4),. Le pays se rend coupable d'agression selon la définition des Nations unies, en « permettant que son territoire, qu'il a mis à la disposition d'un autre État, soit utilisé par cet autre État pour perpétrer un acte d'agression ».
Cependant, les forces biélorusses ne participant pas directement aux combats, l'État n'est pas en statut de cobelligérance et estime se désolidariser des violations du droit international relatif aux droits de l’homme par les forces russes,.

## Opposition biélorusse à l'invasion

### Opinion publique au Bélarus
Selon Chatham House, 79 % des Biélorusses pensent que la mort de soldats biélorusses pendant la guerre entre la Russie et l'Ukraine est inacceptable, et plus de 50 % pensent que la Biélorussie doit rester neutre.
On pense qu'« un déploiement de soldats biélorusses dans une guerre à part entière représenterait une rupture radicale avec l'idéologie fondamentale de paix et de stabilité de Loukachenko et soulèverait la question du soutien de Loukachenko d'une partie essentielle de la société biélorusse qui jusqu'à présent avait été hésitante à s'opposer ouvertement au régime ».
Selon Rosemary Thomas (ancienne ambassadrice britannique à Minsk entre 2009 et 2012), « le territoire biélorusse a connu l'un des plus hauts niveaux de destruction pendant la Seconde Guerre mondiale. Ils savent de quoi il s'agit. Les Biélorusses ordinaires considèrent l'Ukraine comme une nation frère. Ils ne veulent pas du tout la guerre mais surtout pas avec l'Ukraine ».
Selon Julie D. Fisher (en), envoyée spéciale des États-Unis pour la Biélorussie, ambassadrice depuis 2020, il est évident que « les Biélorusses ne veulent pas que leurs soldats se battent, que les troupes russes envahissent l'Ukraine depuis la Biélorussie, que les soldats russes restent en Biélorussie. Le peuple biélorusse est réticent à ce que des décisions soient prises à leur place depuis l'étranger ».

### Condamnation de la guerre par les chefs de l'opposition
La chef de l'opposition biélorusse en exil, Sviatlana Tsikhanouskaya, condamne Loukachenko pour avoir participé à l'invasion et exprime sa conviction que « l'Ukraine gagnera cette guerre ». Selon elle, Loukachenko ne doit plus contrôler l'armée biélorusse. Tsikhanouskaya soutient les appels de Volodymyr Zelensky à fermer le ciel de l'Ukraine.
Un autre chef de l'opposition, Pavel Latouchka, appelle à l'introduction de sanctions et de restrictions similaires contre Loukachenko et contre Poutine : « Des roquettes sont également tirées sur l'Ukraine depuis le territoire de la Biélorussie, rendant Loukachenko au même stade d'agresseur que Poutine ». Il appelle également à reconnaître la Biélorussie comme un territoire temporairement occupé par la Russie, car le régime biélorusse a perdu son indépendance dans la prise de décision et n'a plus aucun contrôle sur le territoire biélorusse.
Ivonka Survilla, présidente de la Rada de la République démocratique biélorusse, a envoyé une lettre publique au président ukrainien Volodymyr Zelensky, dans laquelle elle exprime son soutien au peuple ukrainien dans sa lutte pour la démocratie, l'indépendance et l'avenir européen. Elle lui a également demandé de ne pas identifier les Biélorusses au régime illégitime de Loukachenko et de demander aux responsables et aux médias ukrainiens « de cesser le harcèlement et les insultes injustifiés des Biélorusses, l'association directe du peuple biélorusse avec le dictateur et le dénigrement des efforts des Biélorusses dans leur longue lutte contre le régime de Loukachenko » car « il ne peut y avoir de responsabilité collective ni de culpabilité collective dans la situation [politique actuelle] [en Biélorussie] »,.
Le 18 avril 2022, Survilla s'adresse aux volontaires biélorusses participant aux opérations aux côtés de l'Ukraine et confirment que ceux-ci se battent également pour l'indépendance de la Biélorussie.

### Condamnation de la guerre par les journalistes et les célébrités
Les journalistes de l'opposition biélorusse affirment que les actions du gouvernement biélorusse peuvent être traitées comme une agression conformément à l'article 3 (section « f ») de la résolution 3314 de l'Assemblée générale des Nations unies (« L'action d'un État en autorisant son territoire, qu'il a placé à la disposition d'un autre État, pour être utilisé par cet autre Etat pour perpétrer un acte d'agression contre un État tiers <...> ...peut-être qualifié d'acte d'agression »).
La lauréate biélorusse du prix Nobel Svetlana Alexievitch qualifie les actions de Loukachenko contre l'Ukraine de « crime ». Si des troupes biélorusses sont envoyées en Ukraine par Loukachenko pour aider la Russie à lutter contre les forces ukrainiennes, « l'héroïsme pour eux ne sera pas de tirer », ajoute-elle. Selon elle, le conflit russo-ukrainien est un mal excédant la Seconde Guerre mondiale et qualifie de héros les Ukrainiens et les Biélorusses qui combattent Poutine dans cette guerre.
Un autre écrivain biélorusse, Alhierd Baharevich cite : « nous avons le même ennemi : les Biélorusses, les Ukrainiens, les Lituaniens et même les Russes. Et cet ennemi, c'est l'empire de Poutine, le poutinisme, le fascisme de Poutine ! ».
Plus de 80 représentants de l'industrie cinématographique biélorusse ont publiquement condamné l'agression militaire de la Russie contre l'Ukraine.
La vedette du tennis biélorusse Victoria Azarenka déclare « sa consternation et sa grande tristesse face aux événements » en Ukraine. L'ancienne nageuse olympique biélorusse Aliaksandra Herasimenia montre également son opposition concernant l'implication du gouvernement biélorusse dans la guerre : « L'Ukraine n'a jamais été notre ennemie, c'est notre peuple frère ».

### Manifestations publiques anti-guerre et actes de sabotage en Biélorussie
Malgré des mesures de sécurité très strictes imposées par le régime de Loukachenko, des manifestations contre l'invasion ont lieu dans des villes du Bélarus le 27 février, jour du vote sur les modifications de la constitution biélorusse, au cours duquel 800 personnes sont arrêtées, selon le ministère de Affaires intérieures du Bélarus,.
Des militants biélorusses perturbent les travaux du chemin de fer biélorusse (transportant des trains militaires russes) détruisant deux points de contrôle des signaux de sémaphore et des aiguillages de chemin de fer, organisant un court-circuit du système de signalisation près de Mahilioŭ. Le ministère de l'Intérieur du Bélarus qualifie ces actes d'« attaques terroristes » et accuse les personnalités de l'opposition Sviatlana Tsikhanouskaya et Pavel Latushko de les avoir inspirés. Le 2 mars, des hacktivistes endommagent l'infrastructure du réseau du chemin de fer biélorusse. Le 3 mars, le Jerusalem Post affirme l'ouverture d'une enquête pour sabotage par le procureur général.
Le 9 mars, au moins huit personnes soupçonnées d'avoir perturbé la circulation des trains militaires russes en Biélorussie sont arrêtées. Les actes de sabotage incitent les autorités biélorusses à charger une division militaire spéciale de patrouiller les voies ferrées en civil.
Le 30 mars 2022, la police biélorusse est accusée d'avoir blessé trois hommes âgés de 27 et 28 ans à Babrouïsk pendant leur détention. Ceux-ci auraient prétendument endommagé du matériel ferroviaire près d'Assipovitchy,.
Au 13 avril 2022, sept poursuites pénales sont engagées pour la diffusion d'informations sur les mouvements de matériel militaire russe dans la région de Homiel.
D'après les données du ministère de l'Intérieur biélorusse, quelque 80 actes de sabotage ont été commis sur les chemins de fer biélorusses au 12 avril 2022. La forme la plus courante d'actes de ce type est l'incendie de l'équipement de signalisation, perturbant le système de signalisation ferroviaire et réduisant la vitesse du train à 15-20 km/h. Un couple marié est accusé d'avoir mis le feu aux registres de matériel militaire conservés par les chemins de fer. D'autres actes de sabotage impliquent les cheminots eux-mêmes, ainsi que des pirates informatiques attaquant le système informatique. Le vice-ministre de l'Intérieur du Bélarus menace d'ouvrir le feu sur ceux commettant ce type d'acte dans un communiqué début mars. Des coups de feu sont notamment tirés sur des saboteurs qui tentaient de mettre le feu au poste de signalisation, fin mars 2022.
Selon Oleksiy Arestovytch, conseiller de l'administration présidentielle d'Ukraine pour les communications stratégiques dans le domaine de la sécurité nationale et de la défense, « les partisans biélorusses ont réussi à endommager les chemins de fer biélorusses... rendant la vie difficile aux troupes russes engagés dans le conflit »,.
Le 21 avril 2022, onze personnes accusées d'actes de sabotage sont reconnues prisonniers politiques par la communauté des droits de l'Homme du Bélarus.
Le 23 avril 2022, le Washington Post publie un article traitant d'un réseau clandestin de cheminots biélorusses et de dissidents ayant aidés à repousser l'offensive russe sur Kiev,.
Le 26 février 2023, un avion de détection et de commandement aéroporté Iliouchine A-50 russe aurait été endommagé par des explosions alors qu'il était stationné à la base aérienne de Matchoulichtchi près de Minsk. Un groupe de partisans biélorusses nommé « Plan Victory » revendique l'attaque, menée à l'aide de munitions larguées par des drones. Cependant, l'imagerie satellite de la base aérienne du 28 février ne montra aucun dommage significatif au seul avion A-50 stationné.

### Volontaires biélorusses servant dans les forces armées ukrainiennes

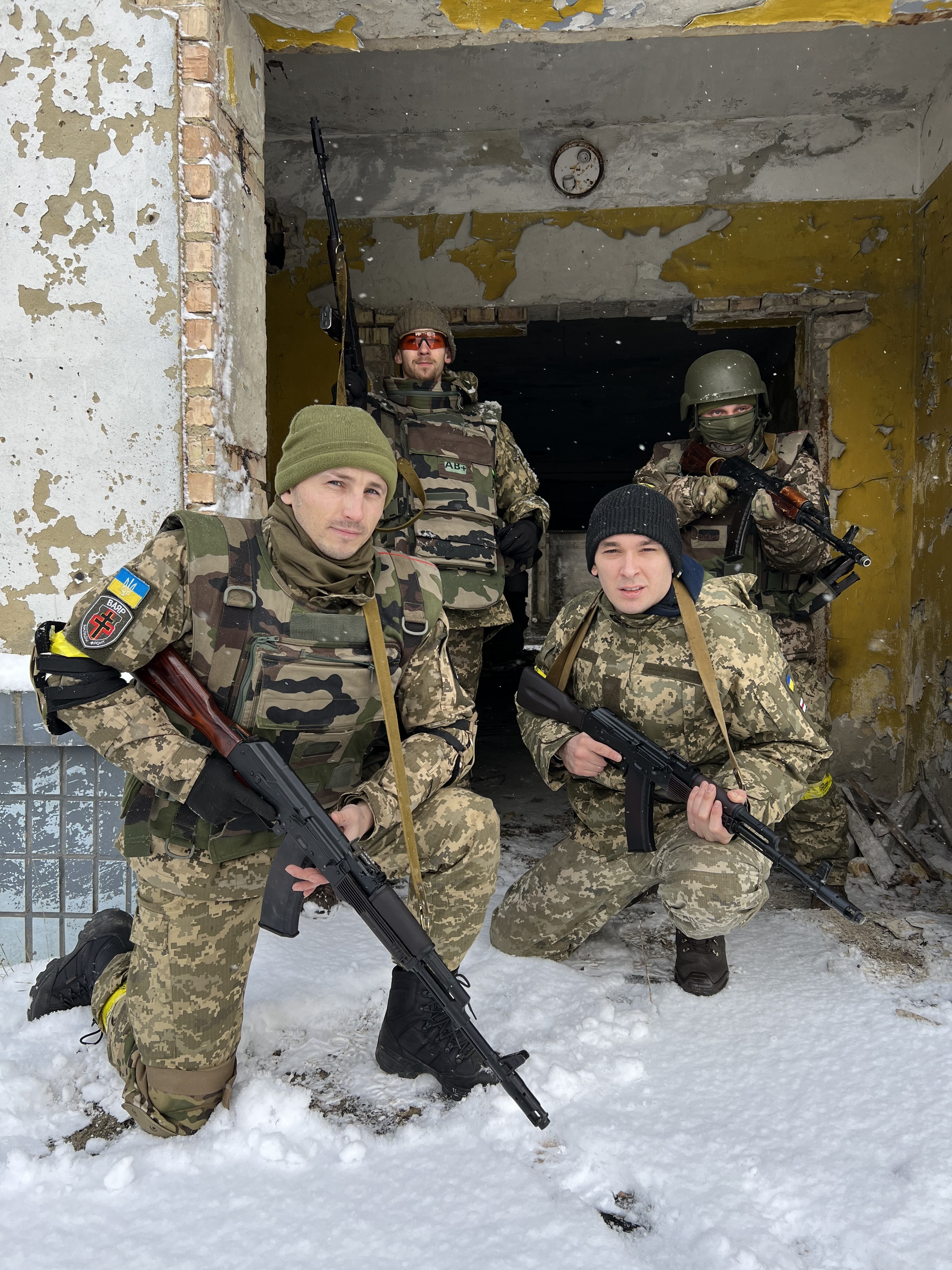
Volontaires biélorusses combattant au sein des forces armées ukrainiennes le 8 mars 2022 (plus tard, un bataillon biélorusse distinct fut créé).

En Ukraine, les Biélorusses créent un bataillon distinct nommé d'après Kastous Kalinowski pour défendre Kiev.
Plus de 200 citoyens biélorusses avaient déjà rejoint les forces armées ukrainiennes au début du mois de mars 2022 pour les aider face à l'invasion russe,. Bien qu'il n'existe pas de données officielles, le bataillon regroupait 1000 hommes en avril. Certains de ces biélorusses étaient déjà réfugiés dans d'autres pays dont l'Ukraine avant le conflit. Pour ceux toujours en Biélorussie, il leur est très difficile de franchir la frontière avec l'Ukraine du fait du contrôle de celle-ci par des soldats russes. Ainsi, ils sont nombreux à passer par d'autres pays comme la Pologne, la Turquie et même la Russie.
Pavel Shurmei, ancien rameur olympique biélorusse et détenteur du record du monde, déclare son intention de se battre pour l'Ukraine en tant que volontaire.
Il existe un autre bataillon de volontaires biélorusses qui combat pour l'Ukraine en dehors du bataillon Kastous-Kalinowski, il s'agit du régiment Pahonie,. Plusieurs autres unités militaires biélorusses se battent également pour l'Ukraine.

#### Volontaires tués au combat
Le 4 mars 2022, le premier volontaire biélorusse (Illia Licvin) est annoncé tué au combat près de la ville ukrainienne de Boutcha.
Le 13 mars 2022, un membre du régiment Kastous-Kalinowski surnommé « Tur » (de son vrai nom Aliaksiej Skoblia (en)) est tué au combat près de Kiev après être tombé dans une embuscade avec son unité,. Le 13 avril 2022, le président ukrainien Zelensky lui décerne à titre posthume le titre de « héros de l'Ukraine » — « pour son courage personnel et son héroïsme dans la défense de la souveraineté de l'État et de l'intégrité territoriale de l'Ukraine, sa fidélité au serment militaire »,.
Le 24 mars 2022, Zmicier Apanasovič (surnommé « Terreur ») est tué dans la bataille d'Irpin.
Dzmitryj Rubašeŭski (surnommé « Hans ») devient le quatrième Biélorusse mort en défendant l'Ukraine. Il combattait pour l'Ukraine depuis 2015, et avait été grièvement blessé à l'œil en 2019.
Fin avril 2022, Kanstancin Dziubajla (surnommé « Dranik ») est tué alors qu'il combattait pour l'Ukraine dans l'oblast de Donetsk.
Le 16 mai 2022, Paval « Volat », le commandant d'un détachement du bataillon Kastous-Kalinowski est mortellement blessé lors d'affrontements pour un village ukrainien et décède sur le chemin de l'hôpital.

### Actions anti-guerre de la diaspora biélorusse

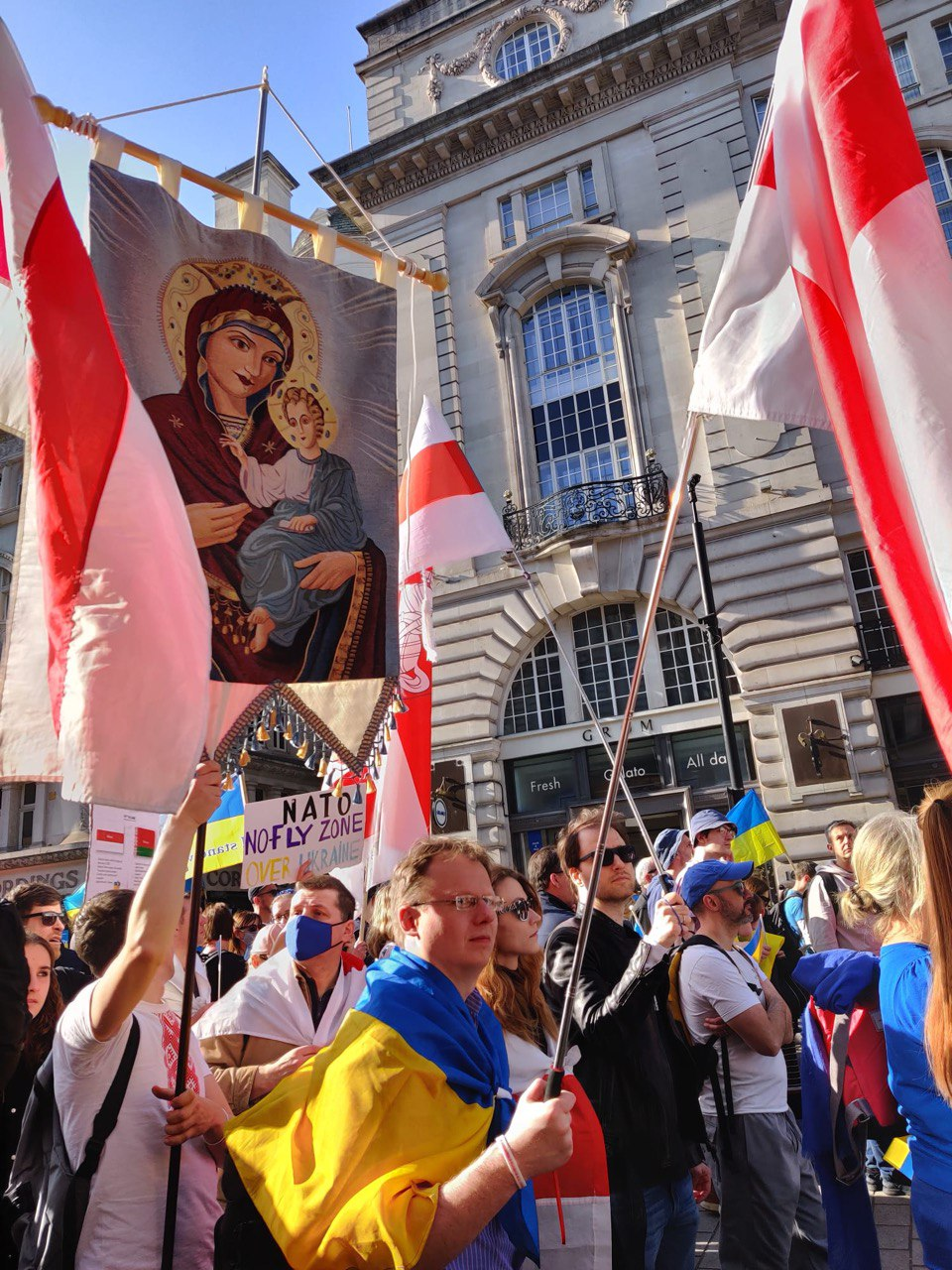
Diaspora biélorusse participant à la marche Stand with Ukraine à Londres, le 26 mars 2022.

Les Biélorusses vivant en dehors de la Biélorussie et de l'Ukraine expriment leur solidarité avec le peuple ukrainien en participant à des rassemblements contre la guerre, en aidant les organisations s'occupant des réfugiés ukrainiens, en collectant et en fournissant une aide financière et humanitaire,, ainsi qu'en aidant les volontaires biélorusses combattant pour l'Ukraine. Plusieurs organisations au Royaume-Uni ont établi les Biélorusses en Grande-Bretagne pour l'Ukraine, une initiative parapluie visant à coordonner leur réponse.

## Réactions

### Biélorussie

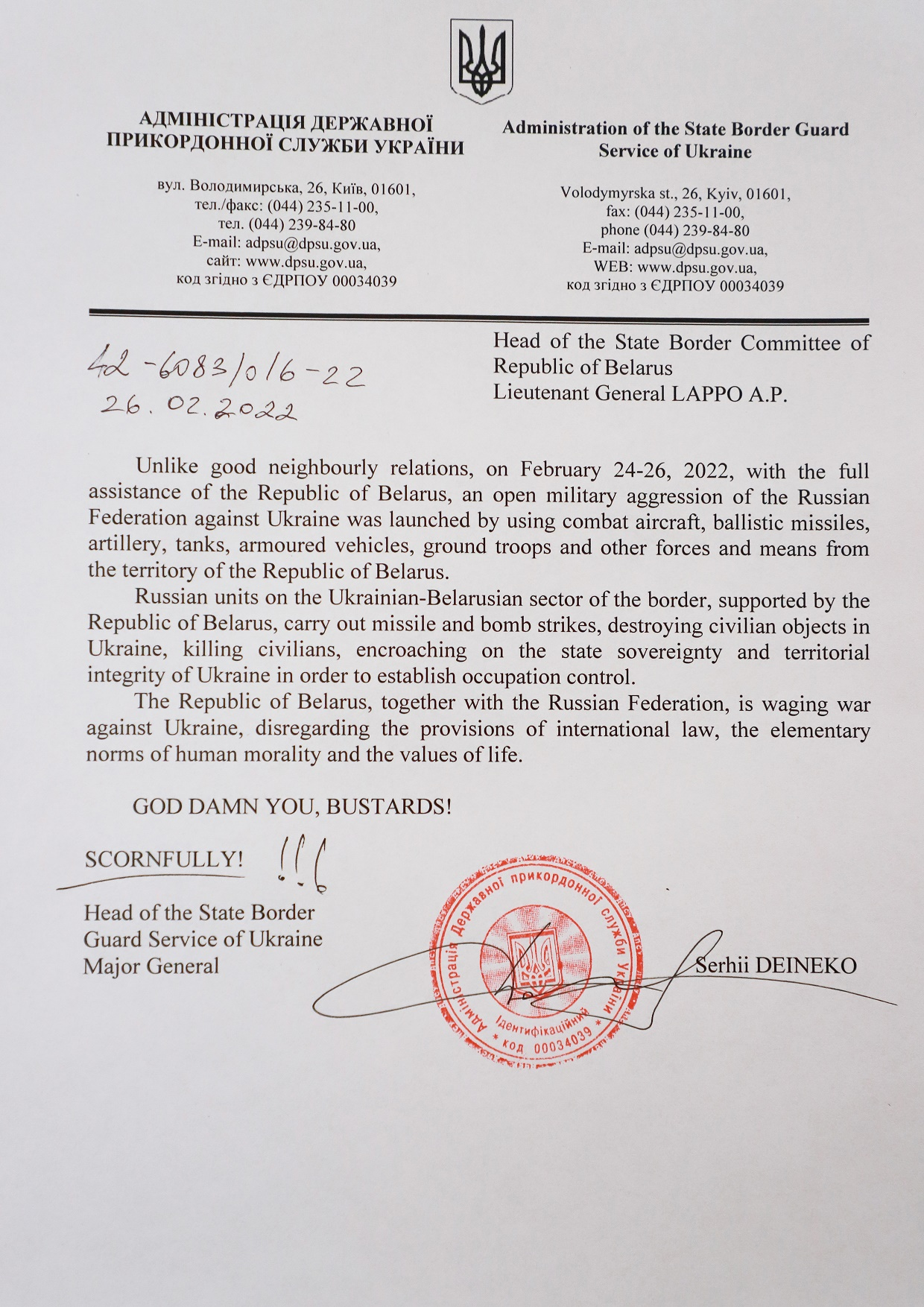
Lettre du chef du service national des gardes-frontières d'Ukraine Serhii Deyneko au chef du comité national des frontières du Bélarus Anatoly Lappo, 26 février 2022.

#### Gouvernement
Le président biélorusse Alexandre Loukachenko a d'abord nié l'implication de l'armée biélorusse dans le conflit, et le ministère biélorusse de la Défense n'a pas commenté les informations faisant état de missiles lancés depuis la Biélorussie touchant des cibles ukrainiennes. Le 27 février, cependant, Alexandre Loukachenko reconnait l'envoi de projectiles lancés par la Russie depuis la Biélorussie contre l'Ukraine, mais estime qu'il s'agit d'un « pas forcé » et annonce qu'il n'ordonnerait pas aux troupes biélorusses de rejoindre les Russes en Ukraine, malgré les informations selon lesquelles elles se trouvaient déjà en Ukraine. Il décide néanmoins de déplacer davantage de forces à la frontière ukrainienne le 1er mars.

#### Opposition
La chef de l'opposition biélorusse en exil, Svetlana Tikhanovskaïa, condamne Loukachenko pour sa participation à l'invasion. Elle déclare, au lendemain de l'invasion :

« À partir d’aujourd’hui, j’assume la responsabilité de représenter le peuple et la république de Biélorussie, afin de défendre l’indépendance et l’intérêt national de mon pays. »

Les journalistes de l'opposition biélorusse affirment que les actions du gouvernement biélorusse peuvent être traitées comme une agression selon l'article 3 (section « f ») de la Résolution 3314 de l'Assemblée générale des Nations unies (« L'action d'un État en permettant que son territoire, qu'il a mis à la disposition d'un autre État, soit utilisé par cet autre État pour perpétrer un acte d'agression contre un État tiers <...> ...peut-être qualifié d'acte d'agression »). Des manifestations contre l'invasion ont lieu dans des villes de toute la Biélorussie le 27 février, jour du vote sur les modifications de la constitution biélorusse, au cours desquelles 800 personnes sont arrêtées, selon le ministère de l'Intérieur du Bélarus.
Selon Chatham House, 79 % des Biélorusses pensent que la mort de soldats biélorusses pendant la guerre entre la Russie et l'Ukraine est inacceptable, et plus de 50 % pensent que la Biélorussie doit rester neutre.

#### Églises et organisations religieuses
La répression des manifestations de 2020-2021 a considérablement réduit la capacité des communautés chrétiennes à exprimer leur position indépendamment du gouvernement. En 2022, l'activité publique pro-démocratique des chrétiens biélorusses s'est concentrée autour du groupe Christian Vision dont la plupart des membres sont basés à l'étranger. Le jour de l'invasion, le groupe publie une déclaration condamnant l'agression et l'utilisation du territoire biélorusse par l'armée russe, exprimant sa solidarité avec l'Ukraine et appelant les soldats biélorusses à ne pas participer à la guerre.
Au départ, les dirigeants de toutes les principales confessions chrétiennes biélorusses évitent de qualifier ces événements d'invasion ou de guerre. Le chef de l'Église orthodoxe biélorusse, le métropolite Veniyamin, ne condamne pas l'invasion mais appelle les parties « à faire des pas les unes vers les autres ». Une théologienne orthodoxe Natallia Vasilevich critique sa position. D'autres évêques orthodoxes sont restés silencieux.
La première annonce de la Conférence des évêques catholiques de Biélorussie, publiée le 26 février, fait référence au « conflit en Ukraine ». En réponse aux vives critiques des laïcs, la Conférence se réunit pour une réunion extraordinaire le 3 mars. Dans leur déclaration, les évêques expriment leur inquiétude quant au fait que le conflit politique devienne une guerre et appellent à ne pas permettre à la Biélorussie d'y participer. Le 9 mars, l'Église gréco-catholique ukrainienne remercie les évêques biélorusses pour leur « solidarité fraternelle ».
Le 2 mars, quatre évêques de confessions évangéliques appellent leurs fidèles à un jeûne et une prière de trois jours pour arrêter la guerre en Ukraine. Ils mentionnent que la Biélorussie y est également impliquée.
Le 9 mars, le Conseil ukrainien des églises et des organisations religieuses demande aux chefs religieux biélorusses « d'user de leur autorité pour empêcher l'implication de l'armée biélorusse dans la guerre contre l'Ukraine ».
Des prières pour l'Ukraine et la paix en Ukraine ont eu lieu dans certaines paroisses et couvents catholiques romains,,. Plusieurs prêtres et pasteurs orthodoxes, catholiques et protestants protestent publiquement contre la guerre,,. Un prêtre orthodoxe, Mikhail Maruha, est arrêté lors d'un rassemblement contre l'invasion russe de l'Ukraine près de la gare de Minsk le 28 février et condamné à 13 jours de prison.
Le 3 mars, l'Union des mères appelle les mères de soldats à se rendre à l'église cathédrale orthodoxe de Minsk pour prier pour la fin de l'agression russe et l'abstention de la Biélorussie. Près de 100 mères ont rejoint l'action, au moins quatre femmes et deux journalistes ont été arrêtés.

##### Églises de la diaspora
Le 27 février, une paroisse gréco-catholique de Londres s'adresse aux frères ukrainiens pour exprimer sa solidarité avec le peuple ukrainien et le souhait que leur victoire inspire les Biélorusses à mettre fin à l'occupation russe de leur pays.

### Ukraine
Le 26 février, le chef du Service national des gardes-frontières d'Ukraine, Serhi Deyneko, écrit une lettre officielle au chef du Comité des frontières d'État du Bélarus Anatoly Lappo, accusant son organisation d'aider la Russie à envahir l'Ukraine par le nord. Certains députés de la Verkhovna Rada, le parlement ukrainien, appelle à rompre les relations diplomatiques avec son voisin du nord.
Un grand nombre de pirates Internet, notamment liés à un collectif décentralisé appelé Anonymous et à l'Ukrainian IT Army, lancent de nombreuses cyberattaques contre les agences gouvernementales biélorusses, et le chemin de fer national. En réponse à l'invasion, Anonymous divulgue quelque 200 gigaoctets de correspondance de l'entrepreneur de défense privé biélorusse Tetraedr.

### Pays occidentaux
L'aide de la Biélorussie à l'invasion de la Russie est condamnée par les puissances occidentales. Le jour de l'invasion, le Trésor américain émet des sanctions contre la Biélorussie pour son implication dans l'invasion russe. Plusieurs sociétés industrielles militaires et généraux sont sanctionnés. Le 26 février, le Japon envisage d'imposer des sanctions similaires, qu'ils introduiront deux jours plus tard,.
L'Union européenne émet la première série de sanctions contre la Biélorussie — la première est introduite le 27 février, qui interdit certaines catégories d'articles biélorusses dans l'UE, notamment le bois, l'acier, les combustibles minéraux et le tabac. Après la proposition du Premier ministre lituanien souhaitant déconnecter la Biélorussie de SWIFT, l'Union européenne, qui ne reconnaît pas Loukachenko comme le président légitime de la Biélorussie, commence à planifier une extension des sanctions déjà prononcées contre les entités et les hauts responsables russes à son allié.

### Nations unies
Le 2 mars 2022, l'Assemblée générale des Nations unies vote à une écrasante majorité pour réprimander à la Russie son invasion de l'Ukraine et exige que Moscou cesse les combats et retire ses forces militaires, une action qui vise à isoler diplomatiquement la Russie au sein de l'instance mondiale. 141 des 193 membres de l'Assemblée votent pour la résolution, 35 (dont la Chine) s'abstiennent et 5 pays (dont la Russie et la Biélorussie) votent contre. Le paragraphe 10 de la résolution de l'Assemblée générale des Nations unies du 2 mars 2022 confirme l'implication du Bélarus dans l'usage illégal de la force contre l'Ukraine.